# Festival di Sanscemo
Il Festival di Sanscemo è stata una manifestazione musicale nata il 7 aprile 1990, dedicata alla canzone rock demenziale ed umoristica. Già a partire dal nome si identifica come parodia del Festival di Sanremo, offrendo una rassegna di canzoni inedite del genere.
Per molti anni il festival si è tenuto nella città di Torino, divenuta così "la capitale della musica demenziale italiana", mentre le ultime due edizioni si sono svolte a Genova nel 2004 e a Milano nel 2005.

## Storia

Nato da un'idea di Paolo Zunino, il Festival di Sanscemo era caratterizzato da un clima di generale irriverenza che spesso sconfinava nella provocazione. Era tradizione delle serate lanciare sui cantanti in gara, nonché sui presentatori, ogni sorta di genere alimentare, per disturbarne l'esibizione e costringerli a delle spettacolari schivate. L'alimento più utilizzato era la verdura (distribuita al pubblico dall'organizzazione stessa del festival), ma venivano lanciati anche pomodori, arance o fette di carne. Il logo del festival diventa, a partire dal 1992, un disco con un pomodoro spiaccicato (che ricorda la "torta in faccia" cinematografica). Creato dal pubblicitario torinese Silvano Guidone, il marchio si aggiudica il premio London International Advertising Awards 1992, diventando il simbolo di "certificazione di musica demenziale doc".
Sigla ufficiale della manifestazione era Banda Sanscemo, scritta da Zunino ed eseguita dalla Al Caprone Bang, mentre La Voce del Caprone era il logo discografico che avrebbe accompagnato tutte le edizioni del festival. Va inoltre ricordato, tra gli autori e i creativi di Sanscemo, Giacomo "Zak" Lo Presti, presenza costante in ogni edizione.
Alla kermesse si è da subito interessato il quotidiano La Stampa, che nel primo articolo dedicato (aprile 1990, a firma Gabriele Ferraris), ha titolato: "Canzoni cosi esageratamente sceme da risultare intelligenti, se si pensa a quanto siano sceme le canzoni che si pretendono intelligenti". 
Tra i giurati delle varie annate si sono alternati nel tempo numerosi personaggi noti al grande pubblico, come Piero Chiambretti, Simona Ventura, Paolo Belli, Margherita Fumero, Enrico Beruschi, Antonio Ricci e lo staff di autori di Striscia la notizia.

## Le varie edizioni nel corso degli anni
- 1990: la prima edizione si svolge al Palasport di Torino (ribattezzato per l'occasione "Palacavolfiori"[3]), vincitore assoluto è Marco Carena. Inoltre è da ricordare la partecipazione di artisti quali Fuorytono, Persiana Jones e le Tapparelle Maledette, Edipo e il Suo Complesso, i Figli di Guttuso, i Camaleunti, Lino e i Mistoterital, i Powerillusi, i PuuH. Ospiti fuori concorso gli Skiantos[4], considerati i "padri" del rock demenziale, il poeta Giorgio Scapecchi, Paco D'Alcatraz e il cabarettista italo-francese Leo Bassi. Il manifesto di questa prima edizione è disegnato da Vince Ricotta, cantante e chitarrista dei Powerillusi[5]. Il presentatore è Andy Luotto, coadiuvato da Viviana Porro.
- 1991: la seconda edizione si tiene anch'essa presso il Palacavolfiori. Con l'ingresso di due manager (Vincenzo Ratti e Lucio Presta) la popolarità del festival si consolida a livello nazionale, e le prevendite dei biglietti registrano il tutto esaurito in brevissimo tempo. Tra i partecipanti i Fuorytono, Cabala Prinz, Cesare Vodani, i Karamamma, The Ribrezzo, le Trombe di Falloppio, i Bagatto (un componente dei quali, Beppe Braida, anni dopo avrà successo come cabarettista) e i Powerillusi, vincitori a pari merito con i Camaleunti; ospiti fuori concorso i Trettré, gli Skiantos e il vincitore dell'anno precedente, Marco Carena. I Cabala Prinz si aggiudicano il premio della critica.  Conduttore è Sergio Vastano, coadiuvato da Salvatore Marino, e la giuria, rinominata Ufficio Corruzioni, è guidata dai Trettré. Per la prima volta, il festival viene trasmesso in televisione, in seconda serata, su Rai 2.
- 1992: come le precedenti, si svolge al Palacavolfiori; tra i partecipanti il gruppo dei discografici italiani (capitanati da Danilo Ciotti, Bruno Tibaldi, Michele Torpedine) I Trenini Svizzeri, il noto Walter Valdi, il cabarettista pugliese Pino Campagna, i catanesi Francois e le coccinelle, le Trombe di Falloppio, i romani Santarita Sakkascia, i Belli Fulminati nel Bosco, i Munciausen Generescion, la bolognese Daniela Airoldi, un gruppo di bambini multietnici chiamati Ben Tom, i piemontesi +ttosto di stare a kasa... e il ligure Dario Vergassola, che vince quest'edizione; ospiti fuori concorso l'attrice Margherita Fumero, la band di giornalisti veneti DePress, il disegnatore Stefano Disegni con il suo complesso Gli Ultracorpi, Leone Di Lernia ed i vincitori degli anni precedenti, Marco Carena e Powerillusi. Videomusic trasmette l'evento (supporto multimediale realizzato in collaborazione con Symphonos Italia).
- 1993: ancora al Palacavolfiori; tra i partecipanti Antonio Covatta, i Tretriti (È vivo l'Uomo Ragno), i Munciausen Generescion, i Belli Fulminati nel Bosco e il napoletano Tony Tammaro, che vince questa edizione; ospiti fuori concorso Leo Bassi, Latte & i Suoi Derivati, Cesare Vodani (che interpreta la canzone Naziskina, con il testo firmato da Luciana Littizzetto [6]) e i vincitori delle passate edizioni (Carena, Vergassola, Powerillusi). Il brano Catarrap, interpretato da Benedetto Caputo, è scritto da Paolo Audino e Alessandro Sabatini. I presentatori sono Sergio Vastano e Chiara Sani. Anche quest'anno il festival viene trasmesso da Videomusic.
- 1994: presentato da Maurizia Paradiso e Cesare Vodani, si svolge nuovamente al Palacavolfiori; tra i partecipanti Flavio Oreglio con Che brividi da, le Teste Sciroppate con Maiala, I Koppertoni con Il mio cane e la Discarica dei 101 che vincono con Cronaca vera, mentre tra gli ospiti si possono ricordare gli Skiantos, con il brano Io sono un esteta, Leone Di Lernia con Ti si mangiate la banana, e Tony Tammaro con Bottana. La Stampa, il giorno successivo, titola "Sanscemo in Paradiso" certificandone il successo. Il festival viene trasmesso da un network nazionale capitanato da Quartarete TV.
- 1995: a differenza delle precedenti, questa edizione si svolge al PalaStampa ed è condotta da Andy Luotto; ospiti Leone di Lernia, Marco Carena, Dario Vergassola, Tony & i Volumi, Tony Tammaro e La discarica dei 100 e uno. In gara sono il Mago Gabriel con la sua Posse, Lino Barbieri, Charlie & the Cats, Gigi Giordano, i Pipistrani, Bullone & the Dements, H2SO4, Pippo Leandro, Luana Borgia e i Koppertoni.[7] Va in onda su Rai 3, in terza serata, raggiungendo picchi di ascolto del 12% di share.
- 1996: presentano Andy Luotto e Natalia Estrada. Il primo premio va a Santo e le Madonne con La latitanza, mentre gli H2SO4 arrivano secondi con Villaggio Calypso. Il gruppo I Godoloni arriva terzo con un brano dal titolo Va' Gina va', in seguito ripreso da altri. I Viscidi (il gruppo musicale di Casa Castagna) si presentano come I cugini di Castagna e la loro canzone Pulisci Milano arriva terza.[quindi chi è arrivato terzo?] Marco Carena canta, fuori concorso, Quanta...nel mondo. Anche quest'edizione viene trasmessa da Rai 3.
- 2001: l'edizione va in scena a Torino in Piazza Vittorio Veneto Ospiti illustri sono Marco Carena e gli Skiantos. I presentatori sono Freak Antoni e Chiara Sani. Questa edizione viene trasmessa in diretta da un circuito televisivo nazionale capitanato da Quartarete TV.
- 2002: ultima edizione torinese, svoltasi sotto un diluvio torrenziale. I partecipanti più famosi sono i Gem Boy, mentre il conduttore è ancora Roberto "Freak" Antoni. Il festival viene trasmesso da Odeon TV e Jimmy.
- 2005: presenta Roberto Ferrari con Giorgio Centamore capo giuria. Gli Stonfiss arrivano primi; il premio della critica va a Gabriele Savasta.

## Vincitori
- Festival di Sanscemo 1990: Marco Carena - Io ti amo
- Festival di Sanscemo 1991: Powerillusi - Il bambino povero e Camaleunti - Giapponesi giapponesi
- Festival di Sanscemo 1992: Dario Vergassola - Marta (Mario)
- Festival di Sanscemo 1993: Tony Tammaro - E v'a facite appere
- Festival di Sanscemo 1994: La discarica dei 100 e 1 - Cronaca vera
- Festival di Sanscemo 1995: Lino Barbieri - Mutande
- Festival di Sanscemo 1996: Santo e le Madonne - La latitanza
- Festival di Sanscemo 2001: H2SO4 - Imprevisto
- Festival di Sanscemo 2002: Nuovi Cedrini - Ragajo Selvajo
- Festival di Sanscemo 2004: Tamorti - Il bruco
- Festival di Sanscemo 2005: Stonfiss

## Presentatori
- Festival di Sanscemo 1990: Andy Luotto
- Festival di Sanscemo 1991: Sergio Vastano e Salvatore Marino
- Festival di Sanscemo 1992: Sergio Vastano e Salvatore Marino
- Festival di Sanscemo 1993: Sergio Vastano e Chiara Sani
- Festival di Sanscemo 1994: Maurizia Paradiso e Cesare Vodani
- Festival di Sanscemo 1995: Andy Luotto
- Festival di Sanscemo 1996: Andy Luotto e Natalia Estrada
- Festival di Sanscemo 2001: Chiara Sani e Freak Antoni
- Festival di Sanscemo 2002: Freak Antoni
- Festival di Sanscemo 2004: Chiara Sani
- Festival di Sanscemo 2005: Roberto Ferrari